# Chous

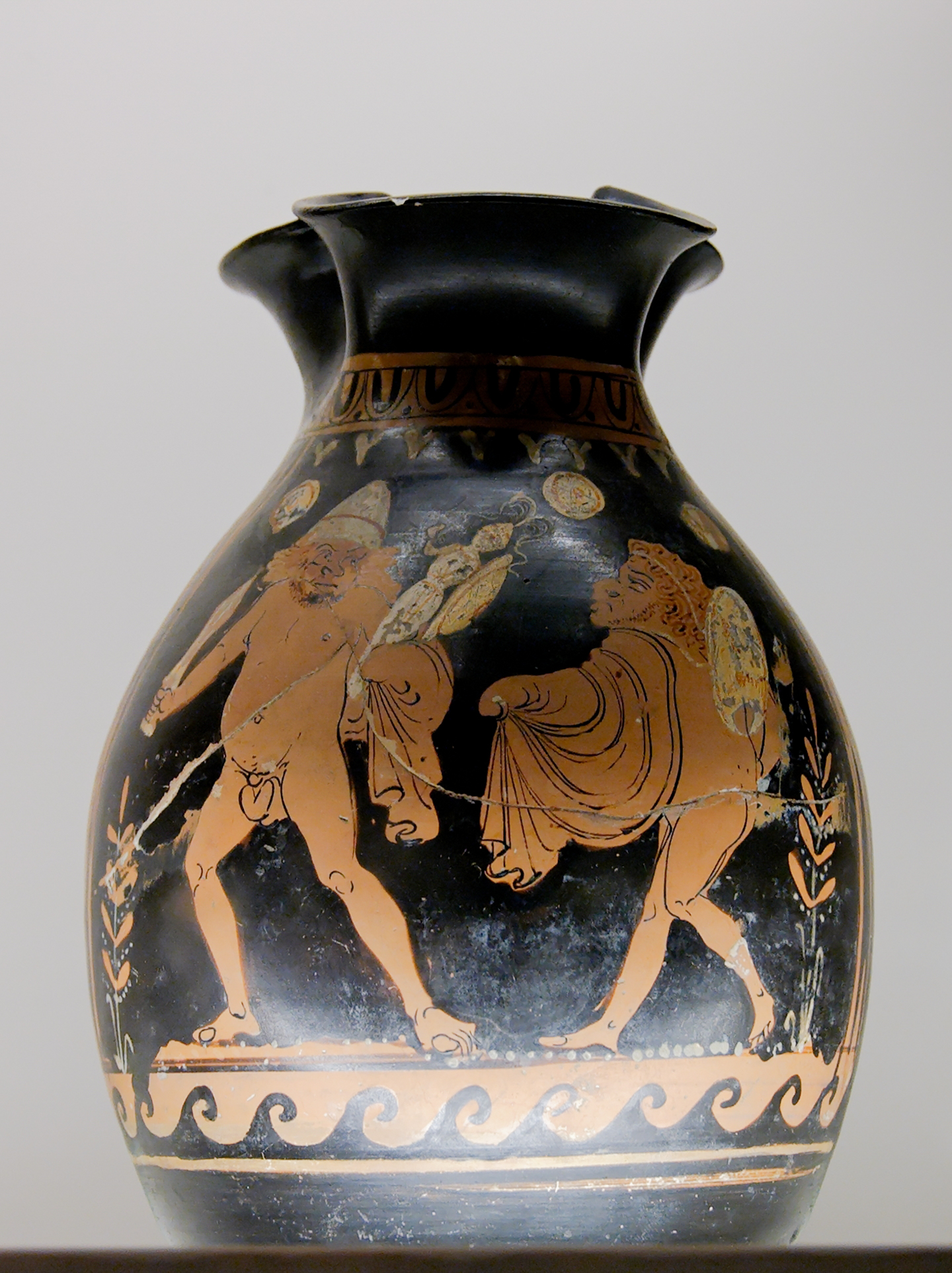
Apulisch-rotfiguriger Chous des Felton-Malers, Phlyakenvase mit Szene aus einem Satyrspiel, um 370/360 v. Chr.

Der Chous, auch Chus, Plural Choes (altgriechisch Χοῦς Choús, von χέειν chéein, deutsch ‚gießen‘) ist eine antike griechische Vasenform.
Der Chous wurde gegen Ende des 6. Jahrhunderts v. Chr. entwickelt. Wie auch die Oinochoe vom Typus I entwickelte sich diese Form einer bauchigen Oinochoe aus einer Olpe mit einer dreiblättrigen Mündung. Anders als alle anderen Kleeblattkannen besaß der Chous während keiner seiner Entwicklungsstufen Rotellen. Zu Beginn des 5. Jahrhunderts v. Chr. wurde die Form selten figürlich bemalt, um 460 bis 450 v. Chr. wurde wieder ausführlich mit der Form experimentiert. Ihre Hochzeit hatte sie in der zweiten Hälfte des Jahrhunderts. Während des Anthesterienfestes war der Chous die Maßeinheit (3,28 Liter) für Teilnehmer von Wetttrinken. Zwölf Kotylen entsprachen einem Chous, und zwölf Choes fassten eine Metrete. Eine kleinere Variante dieser Form ist das Choenkännchen.
Nach dem Chous wurde eine Gruppe griechischer Vasenmaler (Choes-Gruppe) benannt.